# Rżawa (rejon fatieżski)
Rżawa (ros. Ржава) – wieś (ros. деревня, trb. dieriewnia) w zachodniej Rosji, w sielsowiecie baninskim rejonu fatieżskiego w obwodzie kurskim.

## Geografia
Miejscowość położona jest nad Rżawcem (dopływ Krasawki w dorzeczu Swapy), 2 km od centrum administracyjnego sielsowietu (Czermosznoj), 6 km na północ od centrum administracyjnego rejonu (Fatież), 51 km na północny zachód od Kurska, 1 km od drogi magistralnej (federalnego znaczenia) M2 «Krym» (część trasy europejskiej E105).
We wsi znajduje się 197 posesji.
Klimat
Miejscowość, jak i cały rejon, znajduje się w strefie klimatu kontynentalnego z łagodnym ciepłym latem i równomiernie rozłożonymi opadami rocznymi (Dfb w klasyfikacji klimatów Köppena).

## Demografia
W 2010 r. wieś zamieszkiwało 400 osób.